# تسيله (قضاء)
تسيله (بالألمانية: Celle) هي قضاء يقع في الوسط الشرقي من ولاية ساكسونيا السفلى في شمال ألمانيا.
يبلغ عدد سكانها حوالي 182،991 نسمة (2004).